# 阿聯酋航空407號班機事故
2009年3月20日，阿聯酋航空407號班機由澳洲墨爾本前往阿聯酋的杜拜，由一架空中巴士A340-541執行任務。客機起飛時因人為錯誤，導致飛機尾部五次觸及跑道，起飛前更差點撞及機場的圍牆，最後能及時起飛。事件中無人受傷，但澳洲調查局仍視為一次意外。

## 經過
肇事的阿聯酋國際航空的空中巴士A340-500型客機，航班編號407，當時載有257名乘客及18名機員，準備由墨爾本飛往杜拜。客機於當地時間晚上10時半，從3657米的16跑道起飛。在原定計劃中，客機以146節在跑道末端前1043米開始拉起機頭上升。
但副機長拉起機頭後，客機未有離地，機尾與跑道碰撞，並持續地摩擦。機長隨即接管控制，按下起飛/重飛按鈕，使用最大推力加速。但飛機差不多滑行了整段跑道也未能升空。到了跑道末端前148米，客機才能起飛。飛機在跑道盡頭時離地只有約2英尺高（約0.7米），並損壞了一段1.8公尺高的天線，而且幾乎撞及跑道500米以外，高2.24米的圍牆。由於飛機起飛初時高度不足，在機場的航空交通管制的雷達的407號班機一度消失，當時管制員未能及時了解事件，但已作出客機墜毀的最壞打算。
機組員發現機尾受損，於是在空中瀉下大部份燃料後，於晚上11時15分折返機場。

## 調查

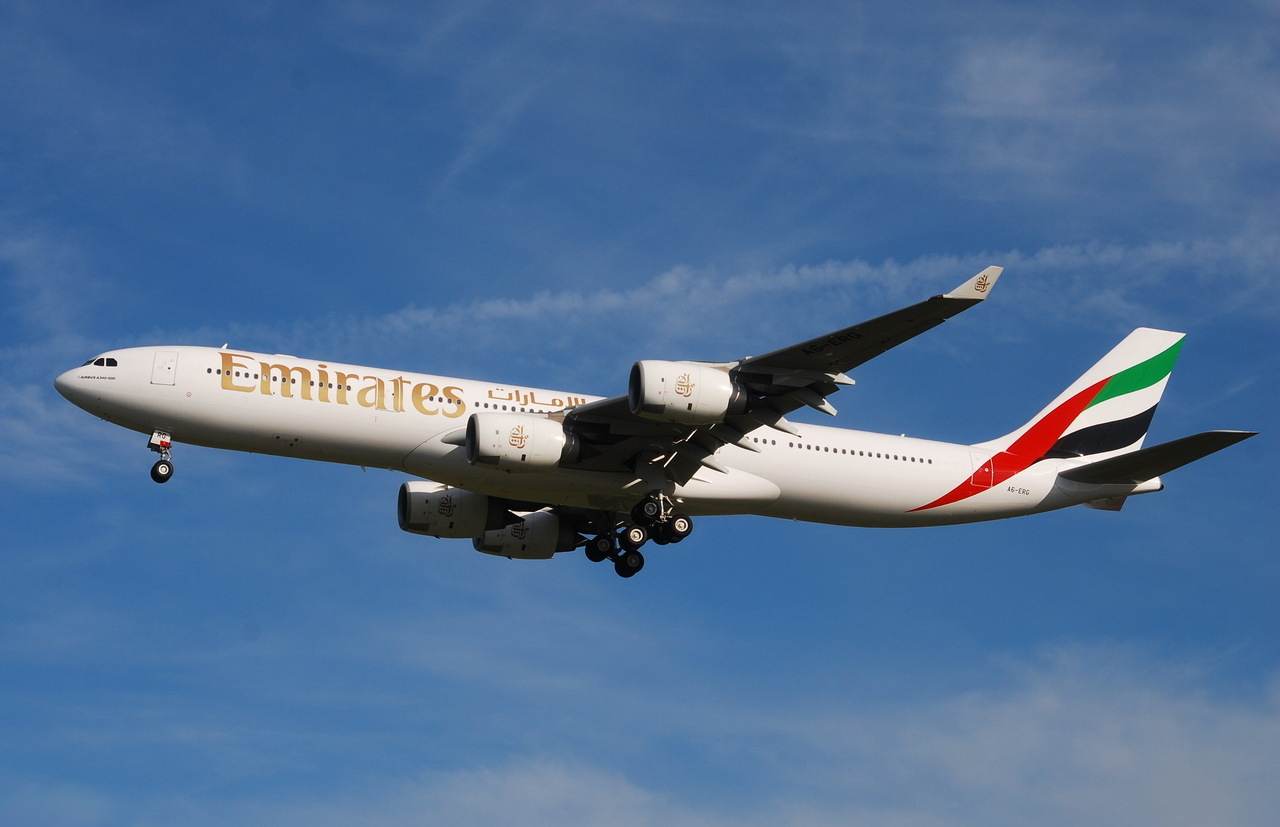
修复后的涉事客机，2009年12月27日摄于图卢兹

雖然A340-500的機尾設有防止機尾直接擦撞跑道的裝置，但飛機機尾依然損毀嚴重。當時機組人員試圖起飛時，因速度不足，令機尾多次與跑道發生強烈的擦撞。而早期的調查報告指出，導致飛機不能正常起飛的原因是因為機長錯誤輸入飛機的起飛重量，由362,000公斤誤輸入為262,000公斤。
澳洲當局形容這次事件差點造成澳洲歷來最慘重空難事故。但當時機上乘客大部份都不知道他們身處險境，只有幾名乘客看到飛機有火光。而當時兩名機員，在沒有原因情況下辭職。
阿聯酋航空未有報銷客機，而是決定送返法國圖盧茲空中巴士總部維修。由於結構可能受損，機艙未能加壓，飛機不能飛行高於12,000尺高空。6月19日，飛機分段經珀斯、新加坡、杜拜及開羅返回法國。同年12月1日，完成維修的客機重投服務，執飛EK424航班。。至於飛機的維修費用，高達8000萬美元。
澳洲調查局建議空中巴士開發新軟件，若出現可能錯誤輸入的數據及起飛速度不足時，系統應對機組人員作出提醒。

## 外部連結
- Aviation Safety Network報告 （页面存档备份，存于）
- Yahoo新聞報告 （页面存档备份，存于）